# Ivan Pacák
Ivan Pacák (* 28. Mai 1962 in Liptovský Mikuláš, Okres Liptovský Mikuláš, Tschechoslowakei) ist ein ehemaliger tschechoslowakischer Skirennläufer.

## Karriere
Pacák war vor allem Anfang der 1980er Jahre in der Alpinen Kombination aktiv. 1982 belegte er bei der Kombination des berühmten Lauberhornrennen hinter Pirmin Zurbriggen den zweiten Platz. Im gleichen Jahr gelang ihm bei der Weltmeisterschaft in Schladming Rang 13 in dieser Disziplin. Im Riesenslalom schied er aus.
Nach 1982 ist Pacák jedoch nicht mehr als Rennläufer in Erscheinung getreten.

## Erfolge

### Weltmeisterschaften
- Schladming 1982: 13. Alpine Kombination, DNF Riesenslalom

### Weltcup
- Ein Podestplatz